# A Theory of Architecture
A Theory of Architecture (Una teoría de la arquitectura) es un libro sobre arquitectura escrito por el polímata Nikos Salingaros, publicado en 2006 por Umbau-Verlag, Solingen, ISBN 3-937954-07-4. Incluye comentarios de portada de Kenneth G. Masden II, Duncan G. Stroik, Michael Blowhard, y Dean A. Dykstra, y prefacios de Carlos de Gales y de Kenneth G. Masden II. Este libro es una reelaboración de artículos publicados anteriormente utilizados para impartir una clase de un curso de arquitectura de alto nivel. Cuatro de los doce capítulos se escribieron originalmente en colaboración, y los coautores incluyen a Michael Mehaffy, Terry Mikiten, Debora Tejada y Hing-Sing Yu.

## Originalidad
Este libro se suma a un movimiento reciente para explicar los fenómenos socioculturales mediante modelos científicos. Los escritores que han encabezado este esfuerzo general escribiendo ciencia popular con serias implicaciones incluyen a Richard Dawkins, Steven Pinker y Edward Osborne Wilson. Desde que Benoît Mandelbrot mencionó que la arquitectura tradicional era más intrínsecamente fractal que los edificios del siglo XX, la gente ha estado intrigada sobre la posibilidad de comprender la forma arquitectónica en términos matemáticos. La naturaleza fractal de las estructuras naturales es evidente en la topografía, y la gente ha notado que la arquitectura tradicional se mezcla mejor con el paisaje.[cita requerida]
Se basa en el trabajo de Christopher Alexander, incluidos Notes on the Synthesis of Form, El lenguaje de patrones y The Nature of Order. Salingaros ha colaborado con Alexander durante muchos años y fue uno de los editores de "The Nature of Order". Propone leyes matemáticas de escalado, defiende un papel esencial del carácter fractal de la arquitectura y describe reglas de coherencia entre subdivisiones que pueden ayudar a producir un diseño más agradable. Estas son, en efecto, reglas estéticas originales que provienen de la ciencia y no de cualquier fuente artística tradicional. Sin embargo, como Alexander, Salingaros sostiene que esta teoría del diseño se corresponde más de cerca con lo que los seres humanos han evolucionado para apreciar. El libro presenta muchas formas innovadoras basadas en la ciencia de abordar el diseño y se opone a métodos abstractos o formales basados en la imaginabilidad.

## Influencia
Carlos de Gales ha escrito el Prefacio de este libro, declarando que Salingaros es “un nuevo pensador intrigante, quizás históricamente importante”. Los detractores del príncipe Carlos pueden sorprenderse al descubrir que este libro no trata en absoluto de arquitectura clásica. Al igual que el príncipe Carlos, Salingaros es un gran admirador de la arquitectura islámica, y se afirma que la teoría del diseño que presenta es igualmente válida para la arquitectura clásica, islámica o cualquier otra arquitectura vernácula o tradicional. El libro de Salingaros presenta una visión muy diferente de la arquitectura y el diseño de los textos didácticos utilizados para los cursos en las escuelas de arquitectura durante las últimas décadas. Critica la educación arquitectónica actual por seguir confiando acríticamente en modelos que, según él, conducen automáticamente a la no adaptabilidad y la insostenibilidad. Si se puede ir más allá de la reacción natural a tales críticas, los diseñadores encontrarán mucho material útil para un nuevo enfoque de la educación arquitectónica.[cita requerida]
Los antropólogos K. Sorvig y J. Quillien han comentado: “El espíritu de Jacob Bronowski impregna el trabajo de Nikos Salingaros. "A Theory of Architecture" nos lleva directamente al corazón de cuestiones difíciles. Salingaros explora formas de aclarar y formalizar nuestra comprensión de las formas estéticas en el entorno construido, utilizando matemáticas, termodinámica, darwinismo, teoría de la complejidad y ciencias cognitivas. Postula que los universales transculturales derivados de las reglas de escala en la naturaleza gobiernan la apreciación humana de la arquitectura".
El arquitecto y educador Ashraf Salama observó: “Este libro es de gran valor para los educadores de arquitectura. Les ayuda a corregir algunos de los conceptos erróneos heredados en la educación arquitectónica ... El conocimiento generalmente se presenta a los estudiantes de una manera retrospectiva donde las generalizaciones abstractas y simbólicas utilizadas para describir los resultados de la investigación no transmiten la sensación del comportamiento de los fenómenos que describen; el difunto Donald Schön enfatizó este punto de vista en 1988 ... En lugar de dar a los estudiantes interpretaciones prefabricadas sobre el trabajo de los arquitectos estrella, este libro ofrece una visión más profunda de la comprensión de la verdadera esencia de la arquitectura. Esta es una pieza maravillosa y la sugiero a los educadores de arquitectura como un excelente libro de texto para los cursos de teoría introducidos en los programas de pregrado y posgrado de arquitectura en todo el mundo".
Los capítulos individuales se han traducido a varios idiomas diferentes.

## Temas principales

### Procesos darwinistas
Los diseños evolucionan de dos maneras: en la mente del arquitecto hacia una concepción final, y por variantes de una tipología de edificio que se construye sobre el suelo. Un proceso darwinista juega un papel importante tanto en el diseño como en la evolución (o persistencia) de las tipologías arquitectónicas. Salingaros crea un marco donde estos mecanismos determinan cómo evolucionan los diseños y esboza un modelo detallado. Su principal preocupación es comprender los criterios de selección entre variantes en competencia: ¿la selección está impulsada por la adaptación a las necesidades humanas, o se basa en hacer coincidir imágenes arbitrarias? ¿Qué tipo de arquitectura resulta de cada uno?[cita requerida]
Salingaros utiliza el trabajo de Richard Dawkins, especialmente el modelo de los memes, para explicar cómo las tipologías arquitectónicas y los elementos de diseño se transmiten en la sociedad. Una aplicación innovadora, pero que subyace a una crítica mordaz de los estilos arquitectónicos modernistas, postmodernistas y deconstructivistas. Salingaros afirma que no son realmente adaptables: sostiene que se transmiten en la sociedad a la manera de un jingle publicitario, y no por cualidades intrínsecas que valgan la pena. Los argumentos de apoyo se exploran en este libro.[cita requerida]

### Complejidad
Salingaros utiliza un modelo de complejidad organizada para estimar el grado de “vida” de un edificio, una cantidad que mide la organización de la información visual. Su modelo se basa en una analogía con la física de los procesos termodinámicos y amplía el trabajo anterior de Herbert Alexander Simon y Warren Weaver. La terminología surge de una analogía con las formas biológicas. Salingaros distinguió entre complejidad “organizada” y “no organizada”, yendo más allá para reclamar ventajas positivas innatas (basadas en la biología) de la primera.[cita requerida]
Al menos para aquellos a quienes les gustan los edificios tradicionales, la correlación entre la medida de "vida" de Salingaros y el grado de vida percibido en un edificio es alta. Los edificios minimalistas y deconstructivistas, por otro lado, tienen una calificación muy baja, y este es un punto de controversia con la mayoría de los arquitectos. Christopher Alexander reproduce los resultados de Salingaros en el Libro 1 de "The Nature of Order", diciendo que: "Es revelador que una función aritmética construida simplemente, basada en las consideraciones de la naturaleza de la estructura viviente, no importa cuán crudamente, podría obtener este tipo de resultados. Muestra que, si bien la pregunta en sí puede ser un millón de veces más sutil, hay algo tangible y, en última instancia, mensurable, en el grado de vida que tiene la estructura viviente".

### Diseño emergente y basado en la evidencia
Salingaros describe la arquitectura (o al menos la arquitectura que él denomina "adaptativa") como un fenómeno característico de emergencia. El pensamiento arquitectónico contemporáneo se ha movido recientemente en esta dirección, y este libro hace avanzar el campo. En general, se reconoce hoy en día que la teoría de la arquitectura se ha degenerado en un punto de vista estrecho, descuidando el espacio arquitectónico y su significado. Al proponer un discurso más amplio, los teóricos contemporáneos están volviendo una vez más a la fenomenología. Christopher Alexander y Salingaros han superado las limitadas herramientas filosóficas de la fenomenología para obtener resultados de diseño basado en evidencia, que ya se está utilizando en el diseño innovador de entornos sanitarios como hospitales e instalaciones de atención médica. Paralelamente a los avances intelectuales en otros campos impulsados por la revolución en la investigación científica de fines del milenio, autores como Salingaros, Alexander y otros buscan construir conocimiento teórico en arquitectura a partir de hallazgos experimentales.[cita requerida]
Estos argumentos ahora están siendo adoptados y complementados por un grupo de arquitectos que aplican la biofilia, un término acuñado por Edward Osborne Wilson para describir una predisposición genética intrínseca de los seres humanos hacia estructuras que se encuentran en otros objetos vivos como animales y plantas. Los investigadores clave en diseño biofílico se refieren al trabajo de Salingaros y, en particular, a los capítulos de este libro.,

### Lenguajes de patrones
Salingaros desarrolla el lenguaje de patrones introducido originalmente por Christopher Alexander y utilizado tanto en arquitectura como en diseño de software. Anteriormente escribió un artículo influyente "La estructura de los lenguajes de patrones", que describía la combinatoria de patrones necesaria para usarlos de manera efectiva. Esto se aplica tanto a la programación como al diseño arquitectónico y al diseño urbano. En "Una teoría de la arquitectura", Salingaros muestra cómo un lenguaje de patrones y un lenguaje de formularios se combinan en un Método de Diseño Adaptativo. La discusión, aunque bastante abstracta, profundiza en los fundamentos científicos del diseño, y tiene más en común con los sistemas envolvibles que con las discusiones más filosóficas que se encuentran en la teoría de la arquitectura contemporánea.[cita requerida]

### La mente fractal
Este libro analiza cómo nuestra mente percibe y concibe la forma arquitectónica, y postula que el fractal y otros mecanismos organizativos juegan un papel clave en esta percepción. Luego argumenta que los seres humanos prefieren naturalmente estructuras fractales, organizadas, basadas en cómo funciona la mente. La mayoría de los biólogas evolutivos modernos aceptan la idea de que la evolución depende de la geometría del entorno natural y, por tanto, debe ser coherente con la estructura y morfología biológicas. Sin embargo, la opinión de que la selección ha moldeado la mente para preferir ciertas formas y configuraciones es más controvertida.[cita requerida]

### El fundamentalismo geométrico
La frase "fundamentalismo geométrico" en este libro fue acuñada por Michael Mehaffy y Salingaros como una forma provocativa de expresar el predominio de formas abstractas y monolíticas de la arquitectura moderna. Al ser fáciles de construir, esas tipologías simples se transmiten globalmente y ahora dominan la arquitectura mundial. “Una de las fortalezas del estilo internacional fue que las soluciones de diseño eran indiferentes a la ubicación, el sitio y el clima”. Sin embargo, al no permitir la arquitectura a partir de la libertad de adaptarse a un conjunto particular de circunstancias locales, el entorno construido se ha alejado cada vez más de los criterios de sostenibilidad.[cita requerida]

### Encapsulación de memes
El libro también acuña el término "encapsulación" para describir un meme arquitectónico incluido dentro de un meme social. El modelo sugiere que dicha replicación memética modela la cultura humana, en la que proliferan las tipologías de edificios y de ciudades por razones distintas a su utilidad. El argumento es que las tipologías que se transmiten son aquellas cuya encapsulación es más atractiva. Salingaros y Terry Mikiten proponen que la encapsulación ayuda a un meme arquitectónico a sobrevivir y reproducirse. En particular, fenómenos como las modas arquitectónicas (posiblemente poco prácticas), donde los clientes permiten que ciertos memes que no promueven la salud mental y los sentimientos de bienestar se reproduzcan, pueden explicarse como encapsulaciones que ayudan a replicar sus memes adjuntos. Lo contrario también es cierto: una tipología arquitectónica adaptativa, como la que se encuentra en las arquitecturas vernáculas más antiguas, a menudo se evita porque está encapsulada dentro de una etiqueta socialmente negativa (no lo suficientemente “progresiva”). Cuando se mira desde el punto de vista de la encapsulación y selección de memes, muchos fenómenos arquitectónicos que eran difíciles de explicar se vuelven más fáciles de entender.